# Yiya yiyi
Das Buch Yiya yiyi (chinesisch 易牙遗意 – „bleibende Gedanken von Yiya“) vom Ende der Yuan-Dynastie und Anfang der Ming-Dynastie wurde von Han Yi (韩奕) verfasst. Es umfasst zwei Bände (juan) und ist in elf Kategorien (lei) eingeteilt.
Das Buch ist eine wichtige Quelle zur Geschichte der chinesischen Ess- und Trinkkultur.
Im ersten Buch wird über Gärungsverfahren, über das Trocknen von Fleisch und das Einsalzen von Fisch sowie über Gemüse berichtet; im zweiten Buch wird über Dämpfverfahren, Kochverfahren, Süßigkeiten und Feinbackwaren, Nudelsuppen, vegetarische Speisen, Früchte, verschiedene Suppen und Gerichte und zu Speisezwecken und als Medizin verwendete pflanzliche und tierische Zutaten berichtet.
Insgesamt werden über 150 verschiedene Zutaten, Getränke, kleine Imbisse, Süßigkeiten und zu Reis oder alkoholischen Getränken gereichte Gerichte beschrieben, hauptsächlich Spezialitäten der Provinzen Jiangsu und Zhejiang.
Die Echtheit des Buches wurde in der Vergangenheit kontrovers diskutiert.
Ein früher Druck ist in der Buchreihe Yimen guangdu (夷門廣牘 / 夷门广牍) aus der Wanli-Ära der Ming-Dynastie enthalten, eine moderne Ausgabe ist in der Bücherreihe Zhongguo pengren guji congkan erschienen.